# V-League 2016-2017 (maschile)
La V-League 2016-2017, 13ª edizione della massima serie del campionato sudcoreano di pallavolo maschile, si è svolta dal 15 ottobre 2016 al 3 aprile 2017: al torneo hanno partecipato 7 squadre di club sudcoreane e la vittoria finale è andata per terza volta agli Hyundai Skywalkers.

## Regolamento

### Formula
La competizione prevede che le sette squadre partecipanti prendano parte a una regular season composta da sei round, per un totale di trenta incontri ciascuna:
- La prima classificata ha avuto accesso diretto alla finale dei play-off scudetto, giocata al meglio delle cinque gare;
- La seconda e la terza classificata ha avuto accesso alla semifinale dei play-off scudetto, giocata al meglio delle tre gare.

### Criteri di classifica
Se il risultato finale è stato di 3-0 o 3-1 sono stati assegnati 3 punti alla squadra vincente e 0 a quella sconfitta, se il risultato finale è stato di 3-2 sono stati assegnati 2 punti alla squadra vincente e 1 a quella sconfitta.
L'ordine del posizionamento in classifica è stato definito in base a:
- Punti;
- Numero di partite vinte;
- Ratio dei set vinti/persi;
- Ratio dei punti realizzati/subiti.

## Squadre partecipanti
Al campionato di V-League 2016-2017 partecipano sette squadre di club sudcoreane.
| Club               | Stagione | Città   | Impianto                 | Stagione precedente       |
| ------------------ | -------- | ------- | ------------------------ | ------------------------- |
| Hyundai Skywalkers | dettagli | Cheonan | Ryu Gwansun Gymnasium    | 2ª in V-League            |
| KB Stars           | dettagli | Gumi    | Park Chung-hee Gymnasium | 6ª in V-League            |
| KEPCO Vixtorm      | dettagli | Suwon   | Suwon Gymnasium          | 5ª in V-League            |
| Korean Air Jumbos  | dettagli | Incheon | Gyeyang Gymnasium        | 4ª in V-League            |
| OK Rush & Cash     | dettagli | Ansan   | Sangnoksu Gymnasium      | Campione di Corea del Sud |
| Samsung Bluefangs  | dettagli | Daejeon | Chungmu Gymnasium        | 3ª in V-League            |
| Woori Card Wibee   | dettagli | Seul    | Jangchung Gymnasium      | 7ª in V-League            |

## Torneo

### Regular season

#### Risultati
| Primo round |                                        |     |                                   |
|             |                                        |     |                                   |
| 15-10       | OK Rush & Cash - Hyundai Skywalkers    | 0-3 | 23-25, 21-25, 16-25               |
| 16-10       | Samsung Bluefangs - Korean Air Jumbos  | 1-3 | 21-25, 20-25, 25-20, 21-25        |
| 18-10       | KEPCO Vixtorm - KB Stars               | 3-2 | 25-23, 22-25, 22-25, 25-22, 15-13 |
| 19-10       | Woori Card Wibee - OK Rush & Cash      | 3-0 | 25-18, 25-22, 30-28               |
| 20-10       | Korean Air Jumbos - KEPCO Vixtorm      | 3-0 | 25-23, 25-21, 25-18               |
| 21-10       | Samsung Bluefangs - Hyundai Skywalkers | 2-3 | 32-34, 23-25, 25-21, 25-17, 11-15 |
| 22-10       | KB Stars - Woori Card Wibee            | 1-3 | 19-25, 16-25, 25-17, 22-25        |
| 23-10       | OK Rush & Cash - Korean Air Jumbos     | 2-3 | 16-25, 21-25, 25-21, 25-21, 11-15 |
| 25-10       | Samsung Bluefangs - KEPCO Vixtorm      | 2-3 | 22-25, 25-20, 25-20, 19-25, 12-15 |
| 26-10       | Woori Card Wibee - Hyundai Skywalkers  | 2-3 | 22-25, 22-25, 25-15, 25-19, 10-15 |
| 27-10       | KB Stars - OK Rush & Cash              | 2-3 | 25-21, 24-26, 25-20, 20-25, 11-15 |
| 28-10       | Woori Card Wibee - Samsung Bluefangs   | 2-3 | 15-25, 25-18, 19-25, 25-20, 17-19 |
| 29-10       | Hyundai Skywalkers - KEPCO Vixtorm     | 1-3 | 25-22, 19-25, 21-25, 20-25        |
| 30-10       | Korean Air Jumbos - KB Stars           | 1-3 | 21-25, 25-22, 17-25, 22-25        |
| 01-11       | OK Rush & Cash - Samsung Bluefangs     | 0-3 | 19-25, 19-25, 19-25               |
| 02-11       | KEPCO Vixtorm - Woori Card Wibee       | 1-3 | 18-25, 25-19, 23-25, 23-25        |
| 03-11       | KB Stars - Samsung Bluefangs           | 1-3 | 22-25, 25-20, 20-25, 17-25        |
| 04-11       | Hyundai Skywalkers - Korean Air Jumbos | 0-3 | 21-25, 15-25, 20-25               |
| 05-11       | KEPCO Vixtorm - OK Rush & Cash         | 2-3 | 30-32, 25-20, 18-25, 25-23, 13-15 |
| 06-11       | Korean Air Jumbos - Woori Card Wibee   | 3-0 | 25-20, 25-22, 25-21               |
| 08-11       | KB Stars - Hyundai Skywalkers          | 0-3 | 17-25, 19-25, 24-26               |

| Secondo round |                                        |     |                                   |
|               |                                        |     |                                   |
| 09-11         | Samsung Bluefangs - Woori Card Wibee   | 2-3 | 25-19, 25-27, 25-16, 16-25, 10-15 |
| 10-11         | OK Rush & Cash - KEPCO Vixtorm         | 0-3 | 21-25, 20-25, 21-25               |
| 11-11         | Korean Air Jumbos - Hyundai Skywalkers | 3-1 | 20-25, 25-21, 25-21, 25-21        |
| 12-11         | Samsung Bluefangs - KB Stars           | 3-1 | 25-23, 27-25, 18-25, 25-19        |
| 13-11         | Woori Card Wibee - KEPCO Vixtorm       | 1-3 | 25-14, 22-25, 22-25, 24-26        |
| 15-11         | Hyundai Skywalkers - OK Rush & Cash    | 3-2 | 21-25, 25-23, 20-25, 25-22, 15-11 |
| 16-11         | Korean Air Jumbos - KB Stars           | 3-1 | 25-23, 25-22, 23-25, 25-21        |
| 17-11         | KEPCO Vixtorm - Samsung Bluefangs      | 3-2 | 22-25, 25-23, 25-27, 25-21, 15-9  |
| 18-11         | OK Rush & Cash - Woori Card Wibee      | 3-2 | 24-26, 25-20, 17-25, 25-23, 15-11 |
| 19-11         | Hyundai Skywalkers - KB Stars          | 3-0 | 25-19, 27-25, 25-22               |
| 20-11         | KEPCO Vixtorm - Korean Air Jumbos      | 3-1 | 25-23, 25-20, 24-26, 25-15        |
| 22-11         | Hyundai Skywalkers - Samsung Bluefangs | 3-0 | 25-20, 25-23, 25-21               |
| 23-11         | OK Rush & Cash - KB Stars              | 0-3 | 22-25, 21-25, 19-25               |
| 24-11         | Woori Card Wibee - Korean Air Jumbos   | 3-1 | 25-20, 19-25, 25-18, 25-19        |
| 25-11         | KEPCO Vixtorm - Hyundai Skywalkers     | 3-2 | 25-23, 16-25, 21-25, 25-18, 15-9  |
| 26-11         | Samsung Bluefangs - OK Rush & Cash     | 3-0 | 25-19, 25-22, 25-23               |
| 27-11         | Woori Card Wibee - KB Stars            | 3-0 | 25-21, 25-18, 25-19               |
| 29-11         | Korean Air Jumbos - OK Rush & Cash     | 3-1 | 23-25, 25-16, 25-22, 25-19        |
| 30-11         | KB Stars - KEPCO Vixtorm               | 3-0 | 25-19, 26-24, 25-16               |
| 01-12         | Hyundai Skywalkers - Woori Card Wibee  | 3-1 | 22-25, 25-19, 25-17, 25-19        |
| 02-12         | Korean Air Jumbos - Samsung Bluefangs  | 3-2 | 23-25, 22-25, 25-19, 25-21, 16-14 |

| Terzo round |                                        |     |                                   |
|             |                                        |     |                                   |
| 03-12       | OK Rush & Cash - KEPCO Vixtorm         | 0-3 | 18-25, 21-25, 21-25               |
| 04-12       | Hyundai Skywalkers - KB Stars          | 3-1 | 22-25, 25-23, 25-21, 25-22        |
| 06-12       | Samsung Bluefangs - Woori Card Wibee   | 3-0 | 25-23, 25-22, 26-24               |
| 07-12       | Korean Air Jumbos - OK Rush & Cash     | 3-2 | 25-18, 17-25, 31-29, 21-25, 15-12 |
| 08-12       | KEPCO Vixtorm - Hyundai Skywalkers     | 3-2 | 25-21, 17-25, 21-25, 25-23, 15-13 |
| 09-12       | Woori Card Wibee - KB Stars            | 3-1 | 25-16, 25-17, 22-25, 25-23        |
| 10-12       | Korean Air Jumbos - Samsung Bluefangs  | 2-3 | 23-25, 25-20, 21-25, 25-19, 11-15 |
| 11-12       | Hyundai Skywalkers - OK Rush & Cash    | 3-1 | 25-19, 26-24, 24-26, 25-23        |
| 13-12       | KB Stars - KEPCO Vixtorm               | 0-3 | 19-25, 19-25, 15-25               |
| 14-12       | Woori Card Wibee - Korean Air Jumbos   | 1-3 | 21-25, 25-21, 16-25, 20-25        |
| 15-12       | Samsung Bluefangs - Hyundai Skywalkers | 0-3 | 20-25, 22-25, 21-25               |
| 16-12       | KEPCO Vixtorm - Korean Air Jumbos      | 3-2 | 23-25, 25-22, 25-21, 19-25, 15-8  |
| 17-12       | KB Stars - Samsung Bluefangs           | 3-2 | 21-25, 25-16, 25-19, 23-25, 15-12 |
| 18-12       | OK Rush & Cash - Woori Card Wibee      | 0-3 | 18-25, 18-25, 23-25               |
| 20-12       | KB Stars - OK Rush & Cash              | 3-1 | 21-25, 25-22, 25-18, 26-24        |
| 21-12       | Hyundai Skywalkers - Korean Air Jumbos | 3-0 | 25-19, 25-22, 25-20               |
| 22-12       | Samsung Bluefangs - KEPCO Vixtorm      | 1-3 | 20-25, 26-24, 18-25, 19-25        |
| 23-12       | Hyundai Skywalkers - Woori Card Wibee  | 3-1 | 21-25, 25-22, 25-22, 25-19        |
| 24-12       | Korean Air Jumbos - KB Stars           | 3-2 | 25-19, 25-20, 22-25, 22-25, 15-7  |
| 25-12       | OK Rush & Cash - Samsung Bluefangs     | 3-2 | 25-18, 25-20, 20-25, 22-25, 19-17 |
| 27-12       | KEPCO Vixtorm - Woori Card Wibee       | 2-3 | 23-25, 23-25, 26-24, 25-21, 18-20 |

| Quarto round |                                        |     |                                   |
|              |                                        |     |                                   |
| 28-12        | Hyundai Skywalkers - Samsung Bluefangs | 1-3 | 23-25, 23-25, 25-14, 18-25        |
| 29-12        | OK Rush & Cash - KB Stars              | 1-3 | 17-25, 22-25, 25-21, 22-25        |
| 30-12        | Korean Air Jumbos - Woori Card Wibee   | 3-0 | 25-21, 26-24, 27-25               |
| 31-12        | Hyundai Skywalkers - KEPCO Vixtorm     | 2-3 | 25-17, 26-28, 23-25, 25-15, 11-15 |
| 01-01        | Samsung Bluefangs - KB Stars           | 1-3 | 29-27, 17-25, 23-25, 19-25        |
| 03-01        | Woori Card Wibee - OK Rush & Cash      | 3-1 | 27-29, 25-21, 25-23, 25-19        |
| 04-01        | Korean Air Jumbos - KEPCO Vixtorm      | 3-0 | 28-26, 25-14, 25-21               |
| 05-01        | Samsung Bluefangs - OK Rush & Cash     | 3-0 | 25-21, 25-20, 25-20               |
| 06-01        | KB Stars - Hyundai Skywalkers          | 2-3 | 25-20, 25-23, 23-25, 23-25, 10-15 |
| 07-01        | Woori Card Wibee - KEPCO Vixtorm       | 3-1 | 24-26, 25-17, 25-23, 26-24        |
| 08-01        | Samsung Bluefangs - Korean Air Jumbos  | 3-0 | 25-14, 25-23, 25-23               |
| 10-01        | KEPCO Vixtorm - OK Rush & Cash         | 3-2 | 25-21, 25-17, 23-25, 27-29, 15-13 |
| 11-01        | Woori Card Wibee - Hyundai Skywalkers  | 3-0 | 26-24, 25-17, 25-22               |
| 12-01        | KB Stars - Korean Air Jumbos           | 1-3 | 20-25, 25-23, 21-25, 22-25        |
| 13-01        | OK Rush & Cash - Hyundai Skywalkers    | 2-3 | 28-26, 19-25, 25-15, 25-27, 12-15 |
| 14-01        | KEPCO Vixtorm - KB Stars               | 1-3 | 25-23, 21-25, 15-25, 21-25        |
| 15-01        | Woori Card Wibee - Samsung Bluefangs   | 3-1 | 22-25, 25-21, 25-19, 25-23        |
| 17-01        | Korean Air Jumbos - Hyundai Skywalkers | 3-1 | 25-22, 25-16, 22-25, 25-20        |
| 18-01        | KB Stars - Woori Card Wibee            | 3-2 | 25-21, 23-25, 25-23, 15-25, 15-12 |
| 19-01        | KEPCO Vixtorm - Samsung Bluefangs      | 1-3 | 25-22, 24-26, 22-25, 17-25        |
| 20-01        | OK Rush & Cash - Korean Air Jumbos     | 0-3 | 20-25, 19-25, 24-26               |

| Quinto round |                                        |     |                                   |
|              |                                        |     |                                   |
| 26-01        | Woori Card Wibee - OK Rush & Cash      | 3-0 | 25-14, 25-19, 29-27               |
| 27-01        | KEPCO Vixtorm - Hyundai Skywalkers     | 3-2 | 34-32, 25-21, 19-25, 23-25, 15-8  |
| 28-01        | Samsung Bluefangs - Korean Air Jumbos  | 3-2 | 27-29, 29-27, 25-21, 21-25, 15-11 |
| 29-01        | KB Stars - Woori Card Wibee            | 0-3 | 18-25, 23-25, 23-25               |
| 30-01        | OK Rush & Cash - Hyundai Skywalkers    | 0-3 | 15-25, 18-25, 21-25               |
| 31-01        | Samsung Bluefangs - KEPCO Vixtorm      | 1-3 | 22-25, 25-20, 20-25, 19-25        |
| 01-02        | KB Stars - Korean Air Jumbos           | 1-3 | 25-22, 17-25, 23-25, 24-26        |
| 02-02        | Hyundai Skywalkers - Woori Card Wibee  | 3-2 | 19-25, 18-25, 25-22, 25-20, 15-13 |
| 03-02        | KEPCO Vixtorm - OK Rush & Cash         | 2-3 | 25-20, 23-25, 24-26, 25-21, 18-20 |
| 04-02        | KB Stars - Samsung Bluefangs           | 3-1 | 22-25, 25-18, 25-21, 25-22        |
| 05-02        | Korean Air Jumbos - OK Rush & Cash     | 3-0 | 25-18, 25-19, 25-20               |
| 07-02        | Samsung Bluefangs - Woori Card Wibee   | 3-2 | 20-25, 25-21, 25-19, 23-25, 23-21 |
| 08-02        | KEPCO Vixtorm - KB Stars               | 3-2 | 24-26, 25-17, 25-22, 16-25, 16-14 |
| 09-02        | Hyundai Skywalkers - Korean Air Jumbos | 1-3 | 20-25, 25-20, 26-28, 18-25        |
| 10-02        | Woori Card Wibee - KEPCO Vixtorm       | 1-3 | 20-25, 21-25, 28-26, 20-25        |
| 11-02        | Hyundai Skywalkers - Samsung Bluefangs | 3-1 | 25-21, 25-17, 25-27, 25-17        |
| 12-02        | OK Rush & Cash - KB Stars              | 0-3 | 24-26, 22-25, 22-25               |
| 14-02        | Korean Air Jumbos - KEPCO Vixtorm      | 3-2 | 25-8, 17-25, 23-25, 25-21, 15-12  |
| 15-02        | OK Rush & Cash - Samsung Bluefangs     | 1-3 | 25-19, 15-25, 23-25, 23-25        |
| 16-02        | Woori Card Wibee - Korean Air Jumbos   | 0-3 | 27-29, 23-25, 20-25               |
| 17-02        | KB Stars - Hyundai Skywalkers          | 3-2 | 23-25, 15-25, 25-11, 25-23, 15-12 |

| Sesto round |                                        |     |                                   |
|             |                                        |     |                                   |
| 18-02       | Samsung Bluefangs - OK Rush & Cash     | 3-1 | 25-23, 25-22, 21-25, 25-23        |
| 19-02       | KEPCO Vixtorm - Woori Card Wibee       | 2-3 | 25-22, 22-25, 21-25, 25-22, 13-15 |
| 21-02       | Hyundai Skywalkers - KB Stars          | 3-1 | 25-23, 20-25, 25-13, 25-16        |
| 22-02       | Korean Air Jumbos - Woori Card Wibee   | 3-0 | 25-19, 25-17, 25-15               |
| 23-02       | OK Rush & Cash - KEPCO Vixtorm         | 3-2 | 25-23, 23-25, 24-26, 25-16, 15-11 |
| 24-02       | Samsung Bluefangs - KB Stars           | 3-0 | 25-18, 25-23, 26-24               |
| 25-02       | Korean Air Jumbos - Hyundai Skywalkers | 0-3 | 30-32, 16-25, 18-25               |
| 26-02       | KEPCO Vixtorm - Samsung Bluefangs      | 3-0 | 25-20, 25-22, 25-21               |
| 28-02       | KB Stars - Korean Air Jumbos           | 1-3 | 25-17, 20-25, 26-28, 23-25        |
| 01-03       | Hyundai Skywalkers - OK Rush & Cash    | 3-0 | 25-21, 32-30, 25-23               |
| 02-03       | Woori Card Wibee - Samsung Bluefangs   | 1-3 | 26-28, 23-25, 27-25, 25-27        |
| 03-03       | KEPCO Vixtorm - Korean Air Jumbos      | 3-1 | 22-25, 25-23, 25-20, 25-16        |
| 04-03       | Woori Card Wibee - Hyundai Skywalkers  | 1-3 | 25-23, 23-25, 16-25, 16-25        |
| 05-03       | KB Stars - OK Rush & Cash              | 3-0 | 25-15, 25-15, 25-15               |
| 07-03       | Korean Air Jumbos - Samsung Bluefangs  | 3-2 | 25-17, 23-25, 25-20, 20-25, 15-13 |
| 08-03       | Hyundai Skywalkers - KEPCO Vixtorm     | 3-0 | 25-22, 25-21, 25-15               |
| 09-03       | OK Rush & Cash - Woori Card Wibee      | 1-3 | 25-21, 21-25, 27-29, 19-25        |
| 10-03       | KB Stars - KEPCO Vixtorm               | 1-3 | 25-21, 17-25, 21-25, 20-25        |
| 11-03       | Samsung Bluefangs - Hyundai Skywalkers | 3-1 | 25-13, 25-19, 21-25, 25-22        |
| 12-03       | Woori Card Wibee - KB Stars            | 2-3 | 23-25, 26-24, 20-25, 25-19, 10-15 |
| 14-03       | OK Rush & Cash - Korean Air Jumbos     | 3-0 | 25-20, 25-20, 25-21               |

#### Classifica
| Pos. | Squadra            | Pt | G  | V  | P  | SV | SP | Ratio | PF    | PS    | Ratio |
| ---- | ------------------ | -- | -- | -- | -- | -- | -- | ----- | ----- | ----- | ----- |
| 1.   | Korean Air Jumbos  | 72 | 36 | 25 | 11 | 85 | 55 | 1,545 | 3 203 | 3 046 | 1,052 |
| 2.   | Hyundai Skywalkers | 68 | 36 | 23 | 13 | 85 | 58 | 1,466 | 3 241 | 3 107 | 1.043 |
| 3.   | KEPCO Vixtorm      | 62 | 36 | 22 | 14 | 82 | 70 | 1,171 | 3 377 | 3 341 | 1.011 |
| 4.   | Samsung Bluefangs  | 58 | 36 | 18 | 18 | 77 | 70 | 1,100 | 3 285 | 3 298 | 0.996 |
| 5.   | Woori Card Wibee   | 55 | 36 | 17 | 19 | 72 | 71 | 1,014 | 3 234 | 3 197 | 1.012 |
| 6.   | KB Stars           | 43 | 36 | 14 | 22 | 63 | 80 | 0,788 | 3 149 | 3 202 | 0.983 |
| 7.   | OK Rush & Cash     | 20 | 36 | 7  | 29 | 39 | 99 | 0,394 | 2 951 | 3 249 | 0.908 |

      Ammessa in finale play-off.
      Ammesse in semifinale play-off.

### Play-off scudetto
|  | Semifinali | Semifinali         | Semifinali | Semifinali         | Semifinali |   |   | Finale | Finale            | Finale | Finale | Finale | Finale | Finale |  |
|  |            |                    |            |                    |            |   |   |        |                   |        |        |        |        |        |  |
|  |            |                    |            |                    |            |   |   | 1      | Korean Air Jumbos | 3      | 2      | 3      | 0      | 1      |  |
|  |            |                    |            |                    |            |   |   | 1      | Korean Air Jumbos | 3      | 2      | 3      | 0      | 1      |  |
|  |            |                    | 2          | Hyundai Skywalkers | 0          | 3 | 1 | 3      | 3                 |        |        |        |        |        |  |
|  | 2          | Hyundai Skywalkers | 2          | Hyundai Skywalkers | 0          | 3 | 1 | 3      | 3                 | 3      | 3      |        |        |        |  |
|  | 2          | Hyundai Skywalkers |            |                    |            |   |   |        |                   |        |        |        |        |        |  |
|  | 3          | KEPCO Vixtorm      | 0          | 0                  |            |   |   |        |                   |        |        |        |        |        |  |

#### Semifinale
| Gara 1 |                                    |     |                     |
|        |                                    |     |                     |
| 19-03  | Hyundai Skywalkers - KEPCO Vixtorm | 3-0 | 25-20, 25-17, 25-18 |

| Gara 2 |                                    |     |                     |
|        |                                    |     |                     |
| 21-03  | KEPCO Vixtorm - Hyundai Skywalkers | 0-3 | 23-25, 22-25, 18-25 |

#### Finale
| Gara 1 |                                        |     |                     |
|        |                                        |     |                     |
| 25-03  | Korean Air Jumbos - Hyundai Skywalkers | 3-0 | 27-25, 27-25, 25-22 |

| Gara 2 |                                        |     |                                   |
|        |                                        |     |                                   |
| 27-03  | Korean Air Jumbos - Hyundai Skywalkers | 2-3 | 25-17, 25-23, 22-25, 19-25, 12-15 |

| Gara 3 |                                        |     |                            |
|        |                                        |     |                            |
| 29-03  | Hyundai Skywalkers - Korean Air Jumbos | 1-3 | 25-12, 23-25, 22-25, 18-25 |

| Gara 4 |                                        |     |                     |
|        |                                        |     |                     |
| 01-04  | Hyundai Skywalkers - Korean Air Jumbos | 3-0 | 26-24, 30-28, 25-19 |

| \| Gara 5 \| \| \| \| \| \| \| \| \| \| 03-04 \| Korean Air Jumbos - Hyundai Skywalkers \| 1-3 \| 26-24, 25-27, 22-25, 20-25 \| |                                        |     |                            |
| Gara 5 |                                        |     |                            |
| |                                        |     |                            |
| 03-04 | Korean Air Jumbos - Hyundai Skywalkers | 1-3 | 26-24, 25-27, 22-25, 20-25 |

## Premi individuali
| Premio                    | Giocatore       | Squadra            |
| ------------------------- | --------------- | ------------------ |
| MVP della Regular Season  | Moon Sung-min   | Hyundai Skywalkers |
| MVP delle finali play-off | Moon Sung-min   | Hyundai Skywalkers |
| MVP dell'All-Star Game    | Seo Jae-duck    | KEPCO Vixtorm      |
| MVP 1º round              | Krisztián Pádár | Woori Card Wibee   |
| MVP 2º round              | Jeon Kwang-in   | KEPCO Vixtorm      |
| MVP 3º round              | Moon Sung-min   | Hyundai Skywalkers |
| MVP 4º round              | Krisztián Pádár | Woori Card Wibee   |
| MVP 5º round              | Kim Hak-min     | Korean Air Jumbos  |
| MVP 6º round              | Moon Sung-min   | Hyundai Skywalkers |
| Miglior allenatore        | Choi Tae-woong  | Hyundai Skywalkers |
| Miglior esordiente        | Hwang Taek-eui  | KB Stars           |
| Miglior palleggiatore     | Kim Gwang-guk   | Woori Card Wibee   |
| Miglior opposto           | Moon Sung-min   | Hyundai Skywalkers |
| Miglior schiacciatore     | Jeon Kwang-in   | KEPCO Vixtorm      |
| Miglior schiacciatore     | Thijs ter Horst | Samsung Bluefangs  |
| Miglior centrale          | Yun Bong-woo    | KEPCO Vixtorm      |
| Miglior centrale          | Shin Yung-suk   | Hyundai Skywalkers |
| Miglior libero            | Bu Yong-chan    | Samsung Bluefangs  |

## Classifica finale
| Pos                      | Squadra            |
| ------------------------ | ------------------ |
| Corea del Sud (bandiera) | Hyundai Skywalkers |
| 2                        | Korean Air Jumbos  |
| 3                        | KEPCO Vixtorm      |
| 4                        | Samsung Bluefangs  |
| 5                        | Woori Card Wibee   |
| 6                        | KB Stars           |
| 7                        | OK Rush & Cash     |

## Statistiche
| Rendimento individuale | Rendimento individuale | Rendimento individuale | Rendimento individuale |
| Pos.                   | Nome                   | Punti                  | Squadra                |
| ---------------------- | ---------------------- | ---------------------- | ---------------------- |
| 1                      | Thijs ter Horst        | 1 065                  | Samsung Bluefangs      |
| 2                      | Krisztián Pádár        | 965                    | Hyundai Skywalkers     |
| 3                      | Mitja Gasparini        | 948                    | Korean Air Jumbos      |
| 4                      | Árpád Baróti           | 896                    | KEPCO Vixtorm          |
| 5                      | Moon Sung-min          | 890                    | Hyundai Skywalkers     |
| 6                      | Artur Udrys            | 831                    | KB Stars               |
| 7                      | Jeon Kwang-in          | 607                    | KEPCO Vixtorm          |
| 8                      | Kim Hak-min            | 529                    | Korean Air Jumbos      |
| 9                      | Mohamed Al Hachdadi    | 527                    | OK Rush & Cash         |
| 10                     | Park Chul-woo          | 445                    | Samsung Bluefangs      |

| Attacchi vincenti | Attacchi vincenti   | Attacchi vincenti | Attacchi vincenti  |
| Pos.              | Nome                | Punti             | Squadra            |
| ----------------- | ------------------- | ----------------- | ------------------ |
| 1                 | Thijs ter Horst     | 966               | Samsung Bluefangs  |
| 2                 | Krisztián Pádár     | 835               | Woori Card Wibee   |
| 3                 | Mitja Gasparini     | 793               | Korean Air Jumbos  |
| 4                 | Árpád Baróti        | 790               | KEPCO Vixtorm      |
| 5                 | Moon Sung-min       | 771               | Hyundai Skywalkers |
| 6                 | Artur Udrys         | 721               | KB Stars           |
| 7                 | Jeon Kwang-in       | 495               | KEPCO Vixtorm      |
| 8                 | Mohamed Al Hachdadi | 476               | OK Rush & Cash     |
| 9                 | Kim Hak-min         | 450               | Korean Air Jumbos  |
| 10                | Choi Hong-suk       | 379               | Woori Card Wibee   |

| Muri vincenti | Muri vincenti   | Muri vincenti | Muri vincenti      |
| Pos.          | Nome            | Punti         | Squadra            |
| ------------- | --------------- | ------------- | ------------------ |
| 1             | Shin Yung-suk   | 100           | Hyundai Skywalkers |
| 2             | Yun Bong-woo    | 97            | KEPCO Vixtorm      |
| 3             | Choi Min-ho     | 95            | Hyundai Skywalkers |
| 4             | Lee Sun-kyu     | 81            | KB Stars           |
| 5             | Park Sang-ha    | 78            | Woori Card Wibee   |
| 6             | Jin Sang-houn   | 76            | Korean Air Jumbos  |
| 7             | Artur Udrys     | 64            | KB Stars           |
| 8             | Mitja Gasparini | 63            | Korean Air Jumbos  |
| 9             | Jeon Kwang-in   | 61            | KEPCO Vixtorm      |
| 10            | Kim Kyu-min     | 60            | Samsung Bluefangs  |

| Battute vincenti | Battute vincenti | Battute vincenti | Battute vincenti   |
| Pos.             | Nome             | Punti            | Squadra            |
| ---------------- | ---------------- | ---------------- | ------------------ |
| 1                | Mitja Gasparini  | 92               | Korean Air Jumbos  |
| 2                | Moon Sung-min    | 83               | Hyundai Skywalkers |
| 3                | Krisztián Pádár  | 72               | Woori Card Wibee   |
| 4                | Jeon Kwang-in    | 51               | KEPCO Vixtorm      |
| 5                | Árpád Baróti     | 48               | KEPCO Vixtorm      |
| 6                | Artur Udrys      | 46               | KB Stars           |
| 7                | Thijs ter Horst  | 42               | Samsung Bluefangs  |
| 8                | Kim Hak-min      | 34               | Korean Air Jumbos  |
| 9                | Shin Yung-suk    | 33               | Hyundai Skywalkers |
| 10               | Ryu Yun-sik      | 31               | Samsung Bluefangs  |